# Soundiata Keïta, le réveil du lion
Pour plus de détails, voir Fiche technique et Distribution.
Soundiata Keïta, le réveil du lion est un long-métrage d'animation ivoirien sorti en 2014. C'est un film d'aventure utilisant la technique du dessin animé en images de synthèse, qui s'inspire librement de l'épopée de Soundiata, elle-même relatant une version légendaire de la vie du souverain africain médiéval Soundiata Keïta, fondateur de l'empire mandingue.

## Synopsis
Le film relate la jeunesse et l'ascension de Soundiata Keïta, fils de Sogolon la bossue. Dès son enfance, Soundiata doit faire face à la jalousie et aux moqueries de Sassouma Bérété, l'autre épouse du roi, qui déteste Sogolon. Paralysé des deux jambes, l'héritier annoncé semble incapable de se hisser à la hauteur de son rôle. Pourtant Soundiata finit par guérir et devient peu à peu un grand guerrier. Il doit alors sauver son pays de l'attaque du maléfique Soumangourou Kante, le roi-sorcier. Soundiata peut compter sur le soutien du griot Balla et d'un djinn qui veille sur l'accomplissement de son destin, mais aussi, par la suite, sur l'amour de sa compagne Noura.

## Fiche technique
- Titre : Soundiata Keïta, le réveil du lion
- Studio de production : Afrika Toon
- Pays : Côte d'Ivoire
- Durée : 70 minutes
- Date de sortie : août 2014

## Production
Soundiata Keïta, le réveil du lion est le second film produit par le studio ivoirien Afrika Toon après Pokou, princesse ashanti sorti en 2013. Comme pour ce précédent film, le but des concepteurs de Soundiata, exposé dans une note d'intention sur le site officiel du film, consiste à faire connaître une grande figure des légendes africaines en s'adressant à un large public d'enfants et d'adultes, afin de conférer au film une valeur éducative. Soundiata Keïta, le réveil du lion est produit par la même équipe que Pokou et dispose d'un budget proche (Pokou avait coûté environ 95 millions de francs CFA, soit environ 150 000 euros).
La bande originale du film comprend plusieurs chansons dont la musique utilise des instruments traditionnels mandingues.

## Accueil critique
Le site Journal du Mali.com donne un avis favorable sur le film, estimant que le film adapte l'histoire « Avec une bonne dose d’humeur et de fiction mais tout en restant fidèle aux faits » et que le film peut plaire à « un large public », tout en appréciant les « belles chansons inspirées des proverbes Mandingues ».

## Édition en vidéo
Le film est édité en DVD en février 2016. Par la suite, il est diffusé en vidéo à la demande sur Vimeo.